# Forças de Proteção das Mulheres de Bethnahrain
As Forças de Proteção das Mulheres de Bethnahrain (em siríaco: ܚܝܠܘܬܐ ܕܣܘܬܪܐ ܕܢܫ̈ܐ ܕܒܝܬ ܢܗܪ̈ܝܢ; romaniz.: Ḥaylawotho d'Sutoro d'Neshe d'Beth Nahrin, HSNB) é uma milícia feminina assíria organizada em al-Qahtaniyah, na província síria de província de Hasakh (Bethnahrain ou Beth Nahrain é o nome aramaico para "casa dos rios", referindo-se à Mesopotâmia, a zona dos rios Tigre e Eufrates).
As HSNB são uma brigada femínina do Conselho Militar Siríaco (MFS) e desepenha funções de vigilância nas zonas de povoamento assírio.
As HSNB incluem forças militares e policiais.

## História
As Forças de Proteção das Mulheres de Bethnahrain foram formadas a 1 de setembro de 2015. Quando do anúncio da sua formação, o grupo declarou que irá combater guiado pelo Conselho Nacional de Bethnahrin, em aliança como grupo assírio Sutoro e "melhorar os valores do povo siríaco, os direito das mulheres e agir em solidariedade com as mulheres de outras nações e lutar contra o reaccionarismo"
A 6 de novembro de 2016, as HSNB anunciaram que tomarão parte na ofensiva sobre Raqqa junto com o MFS e as forças curdas e árabes das Forças Democráticas Sírias.

## Ideologia
As Forças de Proteção das Mulheres de Bethnahrain seguem a ideologia Dawronoye, um movimento nacionalista assírio de esquerda e secular cujas origens remontam aos anos 80, em Midyat, na Turquia.